# Cascarones de hormigón

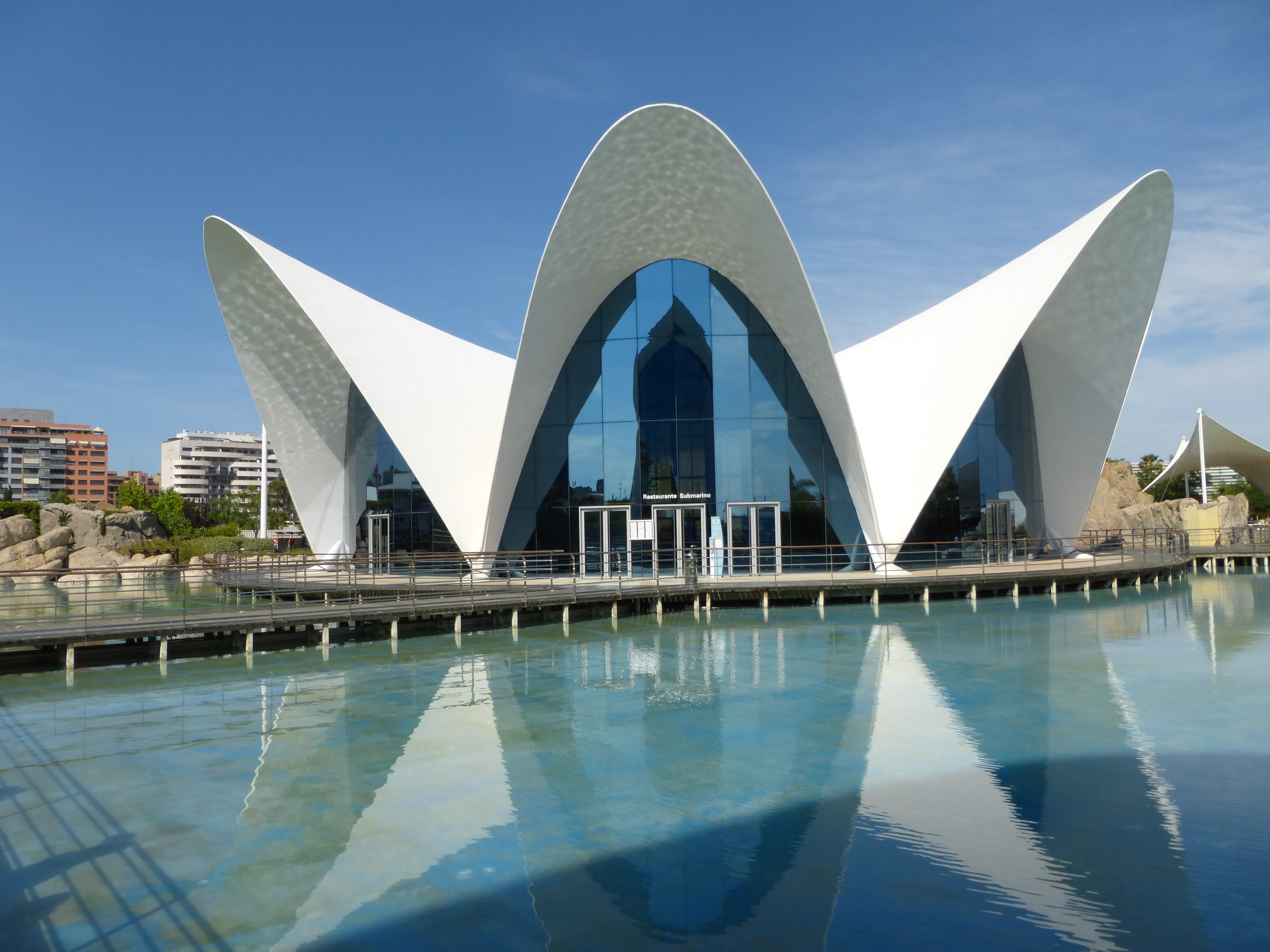
L'Oceanogràfic, Valencia

Los cascarones de hormigón también llamados casetones de hormigón son estructuras laminares resistentes por forma, lo suficientemente finas como para no desarrollar momentos apreciables, pero con el suficiente espesor para soportar cargas axiles y cortantes; por lo que son ideales para la construcción con hormigón armado.

## Historia

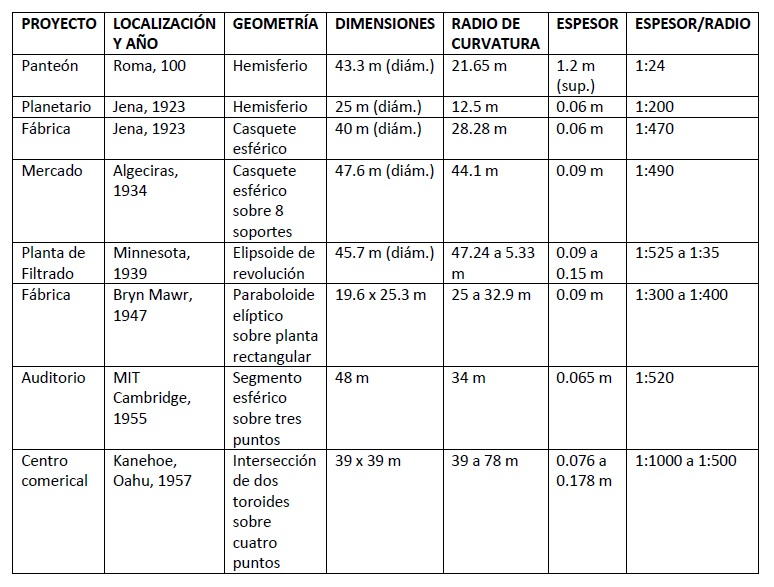
Tabla

El desarrollo de los cascarones se produce con la aparición del hormigón armado y el desarrollo de métodos de análisis: en 1874 Aron publica la primera teoría al respecto, y como consecuencia de ello, comienzan a aparecer ejemplos de cascarones a partir de esta época.
A pesar de esto, es en la década de los años 20 cuando se produce un verdadero aumento del número de estructuras tipo cascarón construidas. Esto se debe a que la formulación de la teoría de cascarones fue simplificada: para formas esféricas por Geckeler, para formas cilíndricas por Finsterwalder, etc. Además, aparecen nuevas formas: paraboloides elípticos (Freyssinet), y el paraboloide hiperbólico, magníficamente desarrollado por Candela. Por otro lado, en esta época también aparecieron nuevas técnicas constructivas que permitieron este desarrollo: gunitado y refuerzo rígido (similar al planetario de Jena), elementos prefabricados (Nervi), el uso de cables de refuerzo y la aparición del pretensado.
Es importante señalar que tan sólo las formas anticlásticas, como el paraboloide hiperbólico, pertenecen realmente a la era moderna. Su éxito inicial se debió a la necesidad de cubrir grandes áreas con métodos eficientes y baratos, sin tener que construir grandes estructuras de andamiaje. La eficiencia de estas estructuras se puede comprobar con la relación espesor radio de las cúpulas construidas en la historia:
En la tabla anterior, se puede comprobar que los espesores están limitados por consideraciones constructivas: colocación de armaduras, etc. 

## Acción de Cascarón
Con la acción de cascarón, las principales fuerzas internas que se desarrollan en respuesta a las cargas se encuentran en el plano de la superficie, encontrándose en forma de axiles y sin formarse momentos significativos. Este es el tipo de esfuerzos que se produce, por ejemplo, en una pompa de jabón, y es lo que le permite tener unos espesores tan reducidos.
Es importante señalar que esta acción es fruto de la interacción entre las condiciones de carga y la forma de la estructura, por lo que no todas las superficies que presenten curvatura trabajarán de este modo. Algunos buenos ejemplos son las formas esféricas y los paraboloides hiperbólicos.
Para llegar a estas formas que creen acción de cascarón, se pueden estudiar mediante el uso de membranas inflables (Heinz), obteniendo formas funiculares con telas y luego creando su antifunicular (Gaudí), o mediante el estudio computacional. Las llamadas formas libres raramente presentarán acción de cascarón.
Dado que no se pueden presentar momentos apreciables en estas estructuras, las cargas puntuales no son bien soportadas, estando especialmente indicadas para cargas repartidas (véase el ejemplo de un huevo de gallina sometido a este tipo de cargas, ya que se trata de un cascarón , y por lo tanto presenta acción de cascarón).
Para entender cómo trabaja este tipo de cascarones, haremos una analogía con una membrana, como una burbuja. En una membrana con una carga, se produce una deformación de forma que las fuerzas se desarrollan en la superficie de la membrana. Si invertimos el modelo, obtenemos el comportamiento de la estructura de estudio. Es importante señalar que dichas fuerzas se desarrollan en dos direcciones perpendiculares, produciéndose además un esfuerzo tangencial de cortante que también colabora a soportar las cargas.

## Cascarones esféricos

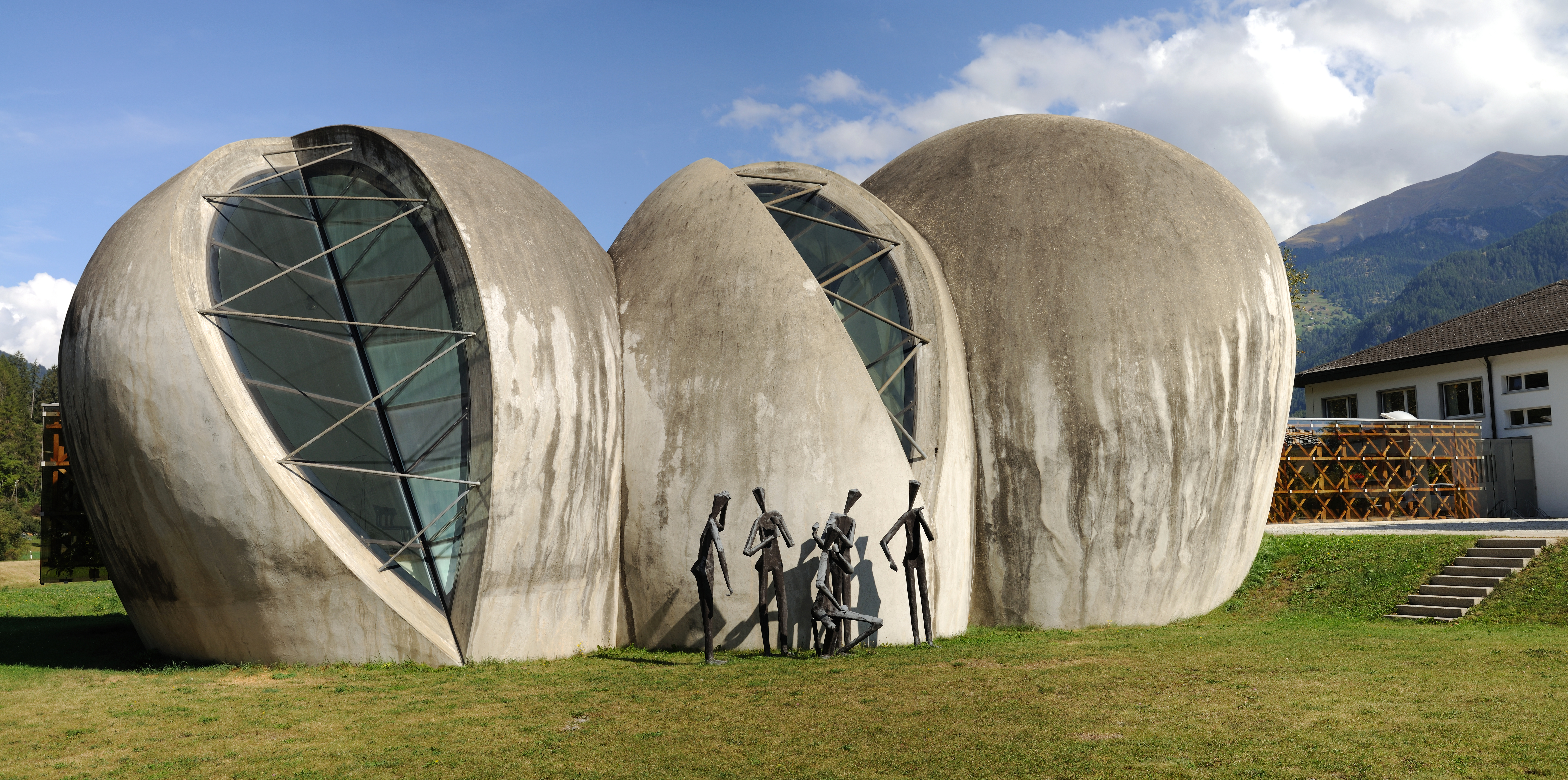

Se definen los cascarones esféricos como aquellos cascarones que están formados por una porción de superficie esférica.
Este tipo de cascarones puede soportar variaciones de cargas, siempre y cuando estas sean graduales, ya que sino se producirían momentos. En el caso en que hubiera grandes discontinuidades en las cargas repartidas, los momentos se reducirían a la zona de la discontinuidad y no se expandirían por la estructura.
Es por esto que este tipo de estructuras se puede considerar como antifunicular para diferentes casos de carga, aunque su forma no sea propiamente funicular.
Si analizamos las fuerzas internas desarrolladas, vemos que se producen dos tipos: fuerzas meridionales y fuerzas perpendiculares a estas. Las fuerzas meridionales desarrolladas bajo una carga vertical repartida son siempre a compresión. Las fuerzas perpendiculares, en cambio, pueden ser a tracción o a compresión, en función de la posición en la que estén (en la zona superior a compresión y en la inferior a tracción). 
Además, se producen esfuerzos cortantes que contribuyen a soportar dichas cargas.
Por último, analizaremos las condiciones de apoyo. Hay que tener especial cuidado con estas, ya que hay que crear un anillo en la base que impida que el cascarón se "abra". Esto implica la aparición de deformaciones impuestas en la base al impedir este movimiento, que ocasionan momentos en las zonas próximas. Generalmente, esto se suele solucionar aumentando el espesor en estas zonas.

## Cascarones cilíndricos
Estas formas trabajan como cascarones cuando se encuentran formando bóvedas, donde son similares a una multitud de arcos unidos entre sí. Si su superficie es lo suficientemente rígida, el cascarón también se comporta como una placa, lo cual puede ser útil para soportar cargas no uniformes. 
Hay que tener en cuenta que si en vez de soportarse longitudinalmente, se coloca apoyada sobre los extremos, como una viga, su comportamiento se asemejará más a esta según aumenta la luz cubierta.

## Cascarones de paraboloides hiperbólicos
Se trata de un cascarón formado por una superficie reglada. Si sus bordes son lo suficientemente rígidos, una acción similar a la del arco se desarrollará en las regiones de curvatura convexa, mientras que en las de curvatura cóncava, se desarrollará una acción similar a la del cable; variando las compresiones y tracciones en función de esto.
Si este tipo de cascarones se vuelve demasiado plano, con curvaturas muy reducidas, se corre el riesgo de que comience a trabajar como una placa, por lo que se trata de un aspecto a tener en cuenta.
Se pueden crear muchos tipos de cascarones de paraboloides hiperbólicos mediante la unión de estos. Como clara referencia en este modelo, hay que citar al arquitecto español Candela, quien creó numerosos cascarones de este tipo.